# Scott Wilson (calciatore)
Scott Wilson (Edimburgo, 19 marzo 1977) è un ex calciatore scozzese, di ruolo difensore.